# Slaget ved Florvåg
Slaget ved Florvåg eller Florvågslaget var et stort søslag, der blev udkæmpet den 3. april 1194 udenfor Bergen ved Florvåg på Askøy mellem kong Sverre og øyskjeggene (= "ø-skæggene", oprørere organiseret på Orknøerne) i borgerkrigstiden i Norge.

## Oprørerne vestfra
Oprørsgruppen (norrønt: eyjarskeggjar) var ledet af blandt andre Olav Jarlsmåg (måg = svoger), svoger af Orknø-jarlen Harald Maddadsson. En initiativtager var lendmannen Hallkell Jonsson til Blindheim, gift med Erling Skakkes datter Ragnhild. Gruppens kongsemne var Olav Jarlsmågs 13-årige fostersøn Sigurd, søn af kong Magnus Erlingsson og hans frille Gyrid Aslaksdatter (død 1193). En anden deltager var Sigurd Jarlsson, søn af Erling Skakke og hans frille Åse den lyse. Også hjalter (= folk fra Hjaltland, det norrøne navn på Shetland) sluttede sig til, sværgede troskabsed til Sigurd Magnusson og tog ham til konge. Sommeren 1193 ankom øyskjeggene til Viken med 23 skibe og omkring 2.000 mand. Sigurd blev taget til konge på Haugating. Oprørerne var fredelige af sig og lod folk fortsætte som før. Efter en træfning i Borg flygtede birkebeinerne ind i landet, og anden modstand mødte øyskjeggene ikke.
Flåden fortsatte til Danmark helt syd til Trave, og sikrede sig store rigdomme. Til efteråret 1193 sejlede de nordpå og underlagde sig og skatlagde alt land syd for Stad. De ville kalde sig "guldbeiner" (som en kontrast til "birkebeinerne"). Snart sejlede de ind i Bergen havn og fik hurtigt kontrol over byen, men ikke over fæstningen Sverresborg. I stedet samlede øyskjegg-flåden sig i den lune havn i Florvåg på Askøy - lige overfor Bergen.

## Slaget
Fæstningen Sverresborg blev holdt af birkebeinere vinteren over; nogle sluttede sig dog til øyskjeggene. Kong Sverre selv sad i Trondheim og fik opnævnt leding fra herredene. Han sejlede sydpå til Bergen til påske og lod sig ro ind til byen, mens den øvrige hær roede syd til den nuværende bydel Gravdal. Kongen bad borgmændene om folk til kampen, og fik lagt skibene til ved Kvarven i Gravdal, lige overfor Florvåg. Han fik nys om, at øyskjeggene ville gå til angreb ved daggry. Mere end 20 ret små skibe havde kong Sverre ikke, mens modstanderne havde 13 skibe, de fleste store. Efterhånden kom der også hjælp til inde fra Bergen, 90 mand i et langskib, og alle i ringbrynje. Øyskjeggene havde sat Sejrsfluen, kong Sverres mærke, op i stavnen på høvdingeskibet, men birkebeinerne fik snart det mærke tilbageerobret. Sigurd Magnusson (f. 1180) blev dræbt svømmende; han var kun 14 år. Da roede Loden, søn af Pål Småt-øje, og Hallvard Bratte bort med to skibe. Olav Jarlsmåg svømmede i land, men birkebeinere vadede ham i møde og slog ham ihjel. Hallkell faldt kæmpende på sit skib, og de fleste af hans folk. Der faldt næsten hele øyskjeggenes hær, men nogle fik grid. Kongen havde sagt, at der ikke skulle synges messer i byen, før han var kommet tilbage fra slaget, hvis det ikke varede altfor længe. Nu roede han ind til Bergen og nåede frem til højmessen. Liget af modstandernes høvding Sigurd Magnusson lod kong Sverre begrave på Mariakirkens kirkegård. De andre omkomne øyskjegger blev lagt i en stor grav, og øverst lå Olav Jarlsmåg. Det forlød, at de havde lidt nederlag, fordi de var djærve og ikke dækkede sig. Sigurd Jarlsson sejlede østpå til Viken og derfra til Danmark; en del af hæren fulgte ham. Tæt ved 2.000 mand var omkommet.

## Eftervirkninger
Efter slaget indgik kong Sverre et forlig med Harald jarl, hvorved Hjaltland kom under norsk overherredømme.
I 2015 blev havbunden udenfor Florvåg fotograferet i detalje af Kartverket. Især så man efter "kastestene", lange skarpe stene, der blev smidt mod fjendens skibe. Stenene kunne skade folk alvorligt, og kastestene kendes fra andre af kong Sverres søslag, deriblandt slaget på Fimreite i 1184. De kunne også anvendes som ballast eller bearbejdes til hvæssestene.